# Microsoft Flight Simulator
Microsoft Flight Simulator – seria komputerowych symulatorów lotu dla systemów operacyjnych z rodziny Windows, wydawana przez Microsoft i pozwalająca na symulację pilotowania różnych statków powietrznych.
Symulator w pierwotnej wersji, wydanej przez firmę subLOGIC w 1980 roku, była dostępny na wiele platform ośmio- i szesnastobitowych, m.in. Atari ST, Amigę i Macintosha.
Od 1982 roku kolejne części serii rozwijał i wydawał Microsoft.
Założeniem autorów, zgodnie z widniejącym na pudełku hasłem As Real As It Gets (ang. tak realny jak to tylko możliwe), było wierne odtworzenie zachowania statków powietrznych, warunków pogodowych, jak również samych maszyn. Do tworzenia serii angażowano więc specjalistów z zakresu instruktażu lotu, ekspertów od aerodynamiki, pilotów i entuzjastów. Dostępne są serwisy internetowe z dodatkowymi samolotami, lokalizacjami i innymi usprawnieniami.
Kolejne wersje symulatora oznaczane były początkowo cyframi arabskimi, a następnie numerem roku (FS, do wydania 2004, wychodziła w początkach grudnia i oznaczona jest numerem następnego roku) – tytuł wychodzi w latach parzystych. W rocznikach nieparzystych na silniku wersji cywilnej wydawany jest Combat Flight Simulator, czyli symulator samolotów bojowych. Do roku 2004 były to maszyny z II wojny światowej. Nie ukazała się wersja militarna oparta na silniku wersji 2004 (Combat Flight Simulator 1 oparty na silniku wersji '98, wersja 2 na silniku wersji 2000, wersja 3 na silniku 2002).
Wersja FSX (następca FS2004) jest dotychczas ostatnią w serii, ponieważ na przełomie 2008/2009 Microsoft w ramach redukcji etatów zlikwidował ACES Studio, komórkę odpowiedzialną za rozwój Flight Simulatora.
W październiku 2010 r. Microsoft podał, że zamierza jednak wydać kolejny symulator lotu, jednak nie będzie to następna część Microsoft Flight Simulator. Nowa seria została nazwana Microsoft Flight, a przy jego powstawaniu biorą udział osoby zaangażowane wcześniej w rozwój Flight Simulator. Symulator lotu został wydany 29 lutego 2012 roku. Gra została wydana w wersji free-to-play.
W sierpniu 2020 została wydana nowa odsłona serii która posiada rozmiary rzeczywistego świata, bazuje na systemie analizującym zdjęcia satelitarne globu ziemskiego, dzięki czemu może odwzorować otoczenie w około 65% dokładności.